# نهاش أصفر الخطوط
نهاش أصفر الخطوط (الاسم العلمي: Lutjanus adetii) (بالإنجليزية: Yellow-banded snapper)‏ هو نوع من الأسماك يتبع جنس النهاش من الفصيلة النهاشية.